# Elvisurinae

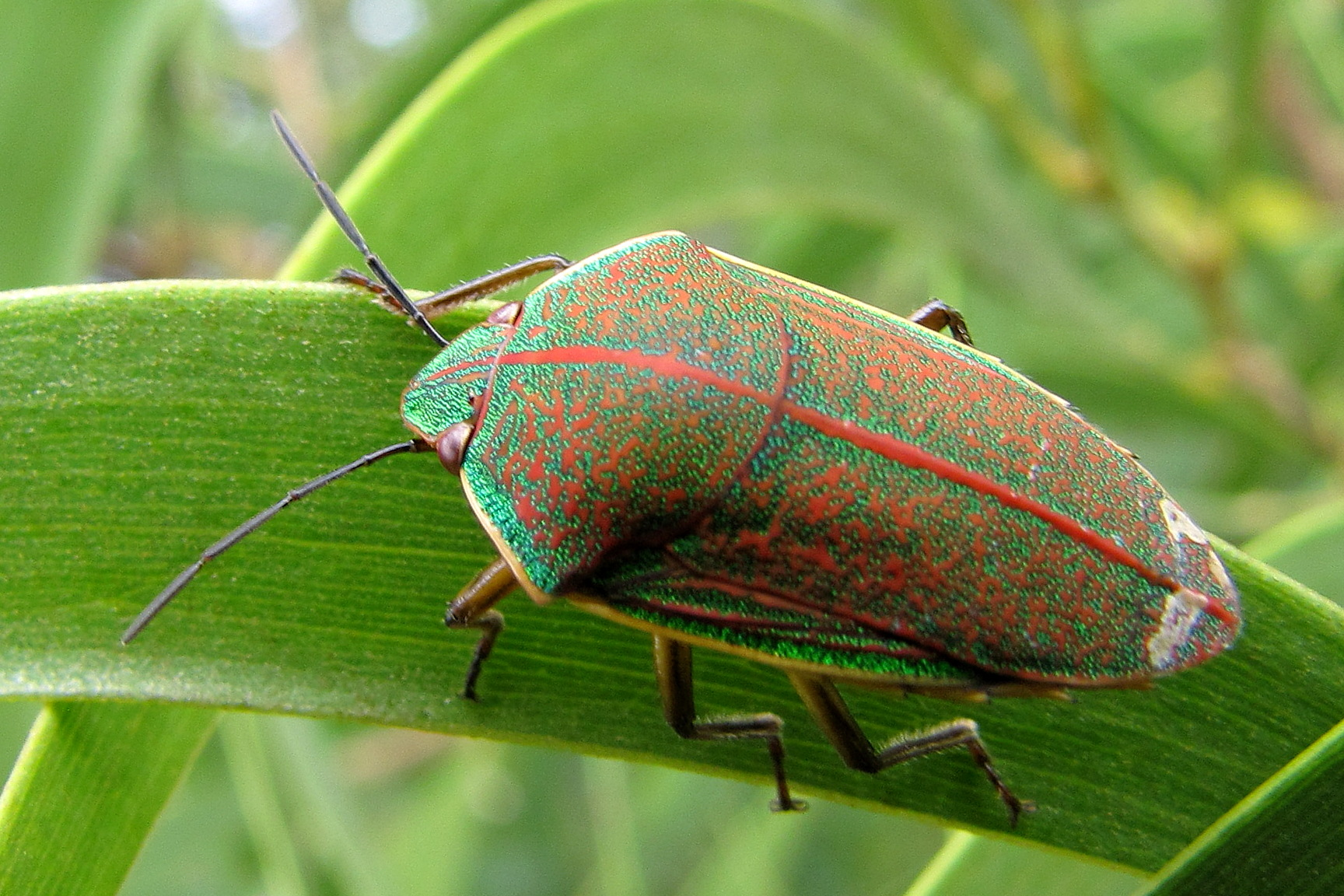
Coleotichus blackburniae

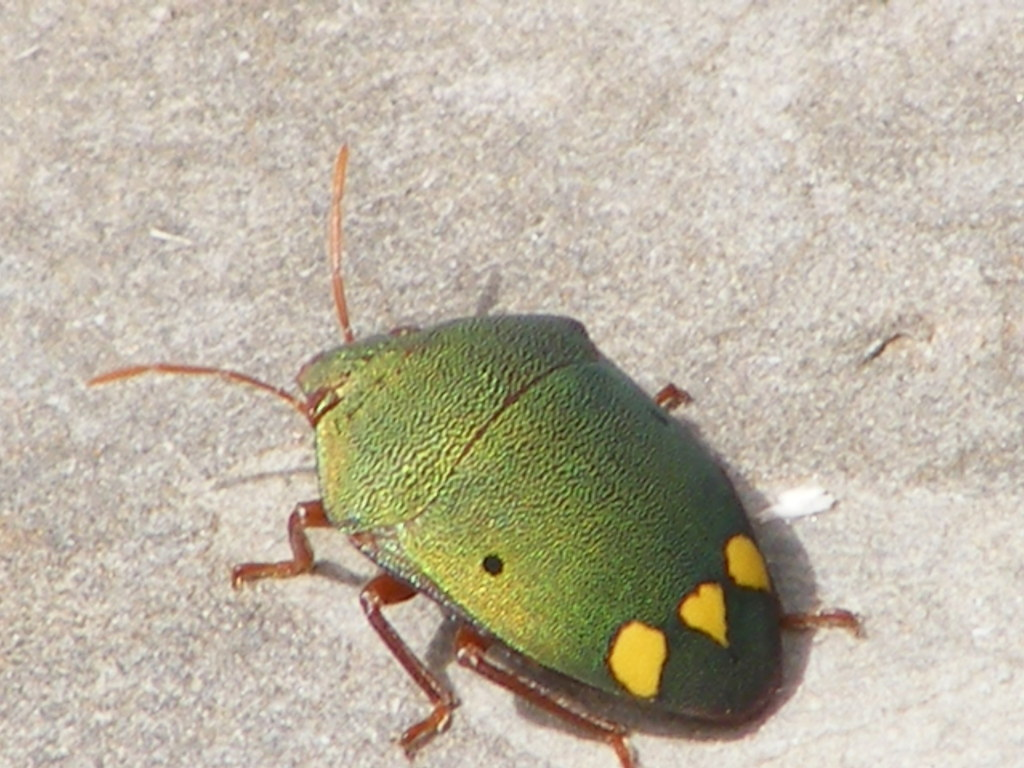
Solenosthedium liligerum

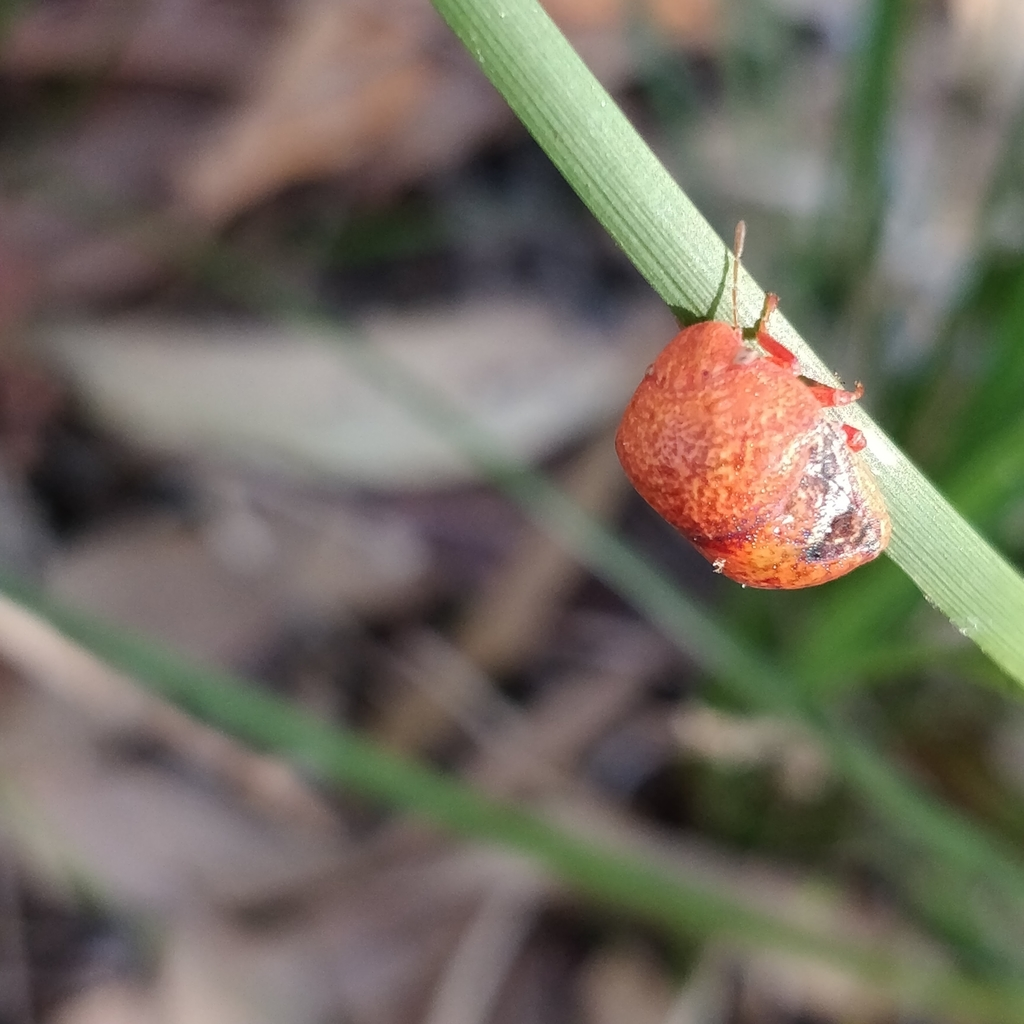
Solenotichus circuliferus

Elvisurinae (лат.) — подсемейство полужесткокрылых из семейства щитников-черепашек. Некоторые авторы предлагают рассматривать таксон в ранге трибы в подсемействе Scutellerinae.

## Описание
Взрослые клопы яйцевидно или удлиненно-яйцевидной формы бледно окрашенные. Виды Coleotichus blackburniae и Coleotichus bulowi имеют зеленую переливчатую окраску, а некоторых видов Chiastosternum и Solenosthedium спинка с контрастными желтыми пятнами. Поверхность тела в пунктировке. Голова треугольная или почти треугольная. Стерниты груди сильно бороздчатые с приподнятыми килями. Личинки некоторых видов Coleotichus имеют апосематический рисунок.

## Экология
Развиваются на древесных растениях.

## Классификация
В состав семейства включают шесть родов.
- Austrotichus Gross, 1975
- Solenotichus Martin, 1897
- Coleotichus White, 1839
- Elvisura Spinola, 1837
- Solenosthedium Spinola, 1837
- Nesogenes Horvát, 1921

## Распространение
Встречаются в основном в Евразии, Африке и Австралии. Единственный вид (Nesogenes boscii) обитает в Западном полушарии в странах Карибского бассейна.